# Franco Alfano
Franco Alfano (Nápoles, 8 de marzo de 1875 - San Remo, 27 de octubre de 1954), fue un compositor y pianista italiano conocido por terminar la ópera inacabada de Giacomo Puccini, Turandot.

## Biografía
Aprendió a tocar el piano bajo la dirección de Alessandro Longo. Posteriormente estudió en Nápoles armonía y composición con Camillo de Nardis y Paulo Serrao, y más tarde en Leipzig con Hans Sitt y Salomón Jadassohn.
Tras residir en Berlín y París, es nombrado profesor de composición (1916), y luego director del conservatorio de Bolonia; dirige más tarde el Liceo musicale de Turín y en 1940 es superintendente del Teatro Massimo de Palermo. De 1942 a 1947 reside en Roma, donde dirige la sección de ópera de la Academia Santa Cecilia. Finalmente termina su carrera en el Liceo musicale de Pesaro.

## Catálogo de obras
Fue autor de 12 óperas, siendo las más conocidas Resurrezione (1904), Cyrano de Bergerac, representada en Roma en enero de 1936, y la Leggenda di Sakùntala (1921), revisada y representada en 1952 como Sakùntala.

Alfano terminó de orquestar en 1925 el último acto de la ópera Turandot que Puccini había dejado inconcluso. Además fue autor de composiciones para música instrumental (2 sinfonías, un triple concierto, una suite, una sinfonía breve, ballets, 2 cuartetos, sonatas, piezas para piano..) y varios ciclos de canciones.
| Año     | Obra | Tipo de obra                 |
| 1896    | Miranda, ópera. | Música escénica (ópera)      |
| 1896    | La Fonte di Enschir, ópera. (dt. An den Quellen von Enschir, Breslau 8 de noviembre de 1898)                                                  | Música escénica (ópera)      |
| 1896    | Four Romanian Dances, para piano. | Música solista (piano)       |
| 1900    | Concierto de piano y orquesta in A | Música orquestal (concierto) |
| 1901    | Napoli, ballet. (París, Folies-Bergère, 1901)                                                                                                 | Música escénica (ballet)     |
| 1901    | Lorenza, ballet. (París, Folies-Bergère, 1901)                                                                                                | Música escénica (ballet)     |
| 1902-03 | Resurrezione, ópera. (libreto de C. Hanau, según Tolstói) (Turín, Vittorio Emanuele, 30 Nov 1904)                                             | Música escénica (ópera)      |
| 1907-09 | Suite Romantica, para orquesta (música para Eliana)                                                                                           | Música orquestal             |
| 1907    | Il principe di Zilah, ópera. (Génova, Teatro Carlo Felice, 3 de febrero de 1909)                                                              | Música escénica (ópera)      |
| 1908-10 | Sinfonía nº 1 (rev. 3º mov. omitido, 1923. Rev. como Sinfonia classica, 1953)                                                                 | Música orquestal             |
| 1909    | Eliana (adaptación de la Suite romantica según motivos populares italianos) para gran orquesta.                                               | Música orquestal             |
| 1910    | I Cavalieri e la Bella, ópera. (no completada)                                                                                                | Música escénica (ópera)      |
| 1913    | L'ombra di Don Giovanni, ópera. (E. Moschino), Scala de Milán, 2 de abril de 1914 (modificada en 1941 con el título Don Giovanni de Manara)   | Música escénica (ópera)      |
| 1914-20 | La Leggenda di Sakùntala, ópera. (según Kalidasa, Bolonia 1921) (rev. 1952)                                                                   | Música escénica (ópera)      |
| 1914-18 | Cuarteto de cuerda nº 1. | Música de cámara (cuarteto)  |
| 1918-19 | Tre poemi di Rabindranath Tagore, para voces y orquesta, de Il giardiniere (orq. 1943) .                                                      | Música vocal (orquesta)      |
| 1919-22 | Sei Liriche (de diferentes autores), para voz y piano.                                                                                        | Música vocal (piano)         |
| 1922-23 | Sonata para violín y piano (rev. 1933). | Música instrumental (dúo)    |
| 1923    | Danza e finale di Sakuntala. | Música orquestal             |
| 1923    | Eliana, ballet de la Suite Romantica. | Música escénica (ballet)     |
| 1925    | Sonata para violoncello y piano. | Música instrumental (dúo)    |
| 1925    | Finalización de Turandot (la ópera de Puccini) [Milán, Scala, 26 de abril de 1926]                                                            | Música escénica (ópera)      |
| 1926    | Cuarteto de cuerda nº 2. | Música de cámara (cuarteto)  |
| 1927    | Madonna Imperia, ópera. (nach einer Erzählung aus Balzacs Tolldreisten Geschichten, Turin 5 de mayo de 1927)                                  | Música escénica (ópera)      |
| 1928-29 | Tre Liriche di Tagore, para voz y piano. | Música vocal (piano)         |
| 1929    | Piano Trio | Música de cámara (trío)      |
| 1930    | L'ultimo Lord, ópera semiseria. (Napoles San Carlo, 19 de abril de 1930)                                                                      | Música escénica (ópera)      |
| 1930    | Himno al Libertador, dedicado a Simón Bolívar, para voces al unísono y orquesta.                                                              | Música vocal (orquesta)      |
| 1931    | Vesuvius [ según 3 canciones no publicadas, 1931 o antes] [San Remo, 1933; rev. versión de concierto, coro ad lib y orquesta (1949)], ballet. | Música escénica (ballet)     |
| 1931    | 2 intermezzi [según los movimientos centrales de los Cuarteto de cuerda n.º 1 y n.º 2], para cuerdas.                                         | Música orquestal             |
| 1931-32 | Sinfonía nº 2. | Música orquestal (sinfonía)  |
| 1933-35 | Cyrano de Bergerac, ópera. (Roma 1936) | Música escénica (ópera)      |
| 1935    | Divertimento for small orchestra with piano obbligato                                                                                         | Música orquestal             |
| 1934-36 | Nuove Liriche Tagoriane, para voz y piano (orquestadas en 1943).                                                                              | Música vocal (piano)         |
| 1935    | Ninna-Nanna Partenopea. | Música vocal                 |
| 1936    | Quinteto, para piano y cuerdas. | Música de cámara             |
| 1939    | Tre Nuove Liriche (Meano, L. Orsini), para voz y piano.                                                                                       | Música vocal (piano)         |
| 1939    | Sinfonía breve (Sinfonia n.° 3). | Música orquestal (sinfonía)  |
| 1941    | Don Juan de Manara, ópera. | Música escénica (ópera)      |
| 1941    | Giorno per giorno, para violoncello y piano [arr. de la n.º 3 de las 3 liriche, 1928].                                                        | Música instrumental (dúo)    |
| 1941    | Il Dottor Antonio, ópera. (Roma, 30 de abril de 1949)                                                                                         | Música escénica (ópera)      |
| 1943    | È giunto il nostro ultimo autunno (M. Bona), para voz y piano.                                                                                | Música vocal (piano)         |
| 1945    | Cuarteto de cuerda nº 3. | Música de cámara (cuarteto)  |
| 1948    | Cinque Nuove Liriche Tagoriane, para voz y piano.                                                                                             | Música vocal (piano)         |
| 1947    | Sette Liriche | Música vocal                 |
| 1948    | Una danza, para orquesta. | Música orquestal             |
| 1948    | Due Liriche | Música vocal                 |
| 1950    | Vesuvius, ópera para la radio. (from Vesuvius)                                                                                                | Música escénica (ópera)      |
| 1952    | Sakùntala, ópera. (reconstrucción) | Música escénica (ópera)      |
| 1953    | Sinfonia Classica (de la Sinfonia n.º 1) | Música orquestal (sinfonía)  |
| 1953    | Suite Adriatica. | Música orquestal             |